# Anastasia Le-Roy
Anastasia Le-Roy, född 11 september 1987, är en jamaicansk friidrottare. Le-Roy ingick i det jamaicanska lag som tog VM-guld 2015 på 4 x 400 meter, hon deltog dock endast i försöksheatet.